# Survive (альбом Stratovarius)
Survive — шестнадцатый студийный альбом финской пауэр-метал-группы Stratovarius, вышедший 23 сентября 2022 года на лейбле earMUSIC. Это первый студийный альбом коллектива за семь лет с момента выхода Eternal.

## Список композиций
| №                   | Название            | Текст песни         | Длительность |
| ------------------- | ------------------- | ------------------- | ------------ |
| 1.                  | «Survive»           | Яни Лииматайнен     | 4:39         |
| 2.                  | «Demand»            |                     | 4:03         |
| 3.                  | «Broken»            |                     | 4:57         |
| 4.                  | «Firefly»           | Лииматайнен         | 3:38         |
| 5.                  | «We Are Not Alone»  |                     | 4:34         |
| 6.                  | «Frozen in Time»    |                     | 6:43         |
| 7.                  | «World on Fire»     | Лииматайнен         | 4:26         |
| 8.                  | «Glory Days»        |                     | 5:06         |
| 9.                  | «Breakaway»         |                     | 4:28         |
| 10.                 | «Before the Fall»   |                     | 4:15         |
| 11.                 | «Voice of Thunder»  |                     | 11:10        |
| Общая длительность: | Общая длительность: | Общая длительность: | 57:59        |

## Участники записи
- Тимо Котипелто — вокал
- Йенс Юханссон — клавишные
- Лаури Порра — бас-гитара
- Матиас Купиайнен — гитара
- Ролф Пилве — ударные